# Télestès (Corinthe)
Pour les articles homonymes, voir Télestès.
Télestès est un roi de Corinthe au VIIIe siècle av. J.-C., dernier représentant de la dynastie des Bacchiades.

## Histoire
Télestès, fils d'Aristodème, est le dernier roi de la dynastie des Bacchiades. Le roi est assassiné en 747 av. J.-C. par des membres de sa famille à la suite des troubles qui traversent Corinthe, peut-être en liaison avec la puissante cité voisine d'Argos. La cité était également en proie à une querelle entre les membres de la famille royale à cause de problèmes de succession, affaiblissant davantage la monarchie. Le trône est alors remplacé par une magistrature annuelle mais, elle aussi, occupée par des membres de la dynastie des Bacchiades.